# Enrico Maria Salerno
Enrico Maria Salerno, all'anagrafe Enrico Salerno (Milano, 18 settembre 1926 – Roma, 28 febbraio 1994), è stato un attore, doppiatore, regista e conduttore televisivo italiano.
Interprete di grande talento, dalla solida formazione teatrale, è considerato uno degli attori più completi e versatili nella storia dello spettacolo italiano, avendo spaziato con risultati spesso eccellenti in un vastissimo repertorio, dai classici del teatro al cinema d'autore e di genere, dalla televisione al doppiaggio.
(Enrico Maria Salerno)

## Biografia
Enrico Maria Salerno nacque a Milano il 18 settembre 1926, secondogenito dei quattro figli di Antonino Salerno, un avvocato originario di Erice (in provincia di Trapani), e di Milka Storff, una violinista jugoslava. Proprio come lui, tutti i suoi fratelli perseguirono carriere artistiche: Titta fu un pittore e critico d'arte, Ferdinando un cantautore, e Vittorio un cineasta. A soli diciassette anni d'età, a seguito dell'armistizio dell'8 settembre 1943, aderisce alla Repubblica Sociale Italiana, arruolandosi come allievo ufficiale della Guardia Nazionale Repubblicana e venendo destinato alla scuola AA.UU. "Varese". Con la Liberazione, viene imprigionato, assieme ad altri personaggi poi diventati famosi in vari campi (gli attori Raimondo Vianello e Walter Chiari, il giornalista Enrico Ameri e il politico Mirko Tremaglia) nel campo per prigionieri di guerra di Coltano, nei pressi di Pisa.
Tra le figure più rappresentative dello spettacolo italiano nella seconda metà del Novecento, nella sua carriera d'attore interpreta 102 spettacoli teatrali, gira 92 film come interprete, 3 come regista, innumerevoli tv-movie, centinaia di ore di trasmissioni TV, centinaia di ore di radio.

### Teatro

Enrico Maria Salerno e Giancarlo Sbragia nel Concerto di prosa, Rai TV 1959

Esordì giovanissimo in teatro, cimentandosi anche nell'operetta. Fu scritturato nell'immediato dopoguerra dalla famiglia Rame, e per la prima volta si confrontò con un testo shakespeariano: Romeo e Giulietta (Salerno nel ruolo di Romeo, una Franca Rame appena adolescente in quello di Giulietta). Dopo altre esperienze minori, nel 1949 entrò nella compagnia di Laura Adani e Sergio Tofano e, nel 1950, fu scritturato da Giorgio Strehler per La morte di Danton. Dopo la breve ma fruttuosa collaborazione col Piccolo Teatro di Milano, viene diretto da Orazio Costa in alcuni spettacoli classici e recita in varie compagnie accanto ad attori come Luigi Cimara e Memo Benassi, fino a imporsi come uno degli attori di punta della nuova generazione con l'interpretazione de I fratelli Karamazov (1953). Dal 1955 al 1958 è primo attore del Teatro Stabile di Genova, portando in scena con successo (talvolta anche come regista) opere di Shakespeare, Alfieri, Cechov, Plauto, Dostoevskij, Pirandello e Giraudoux: apprezzato interprete drammatico, dotato di una voce calda e ammaliante, diventa in breve un grande e noto attore teatrale.
Nel 1960 fonda insieme a Ivo Garrani e Giancarlo Sbragia la "Compagnia degli Attori Associati", gruppo che allestì spettacoli impegnati e di critica sociale, come Sacco e Vanzetti di Mino Roli e Luciano Vincenzoni. Nel 1963 è un marito vittima di un vizioso ménage coniugale in una riuscita trasposizione della pièce Chi ha paura di Virginia Woolf? di Edward Albee, con la regia di Franco Zeffirelli. Nel 1966 al Teatro dell'Opera di Roma è protagonista del Manfred di Byron, nel ruolo di attore recitante sullo spartito musicale di Schumann, diretto da Claudio Abbado, regia di Mauro Bolognini. Nel 1967 viene scritturato da Garinei e Giovannini come protagonista della commedia musicale Viola, violino e viola d'amore e avrà come compagne di lavoro le Gemelle Kessler: con una delle due, Alice, ha avuto anche una relazione sentimentale.
Nel 1974 interpreta con Paolo Stoppa e Rina Morelli Le rose del lago di Franco Brusati. Nel 1976 fa coppia con Giovanna Ralli in una commedia di Bernard Slade, Fra un anno alla stessa ora. Nel novembre del 1979 vuole accanto a sé a teatro Veronica Lario come protagonista femminile della commedia di Fernand Crommelynck Il magnifico cornuto: Veronica aveva 23 anni e ricopriva il ruolo di Stella, moglie di un uomo patologicamente geloso che, a un certo punto, la costringe a mostrare il seno nudo a un altro uomo (per la cronaca, l'attore Gerardo Amato, fratello di Michele Placido).

Enrico Maria Salerno e Veronica Lario nel 1979

Nelle stagioni 1980-1981 e 1981-1982 è regista e protagonista di Io, l'erede e di Questi fantasmi! di Eduardo De Filippo. Nel 1985 interpreta l'Otello di Shakespeare con la regia di Giancarlo Sbragia. Nel 1991 torna alla collaborazione con Franco Zeffirelli per la messa in scena dei Sei personaggi in cerca d'autore di Luigi Pirandello, dove è straordinario interprete del personaggio del padre. Il suo ultimo spettacolo esordisce al Teatro Pergolesi di Jesi, nel gennaio 1993: è lui il protagonista del dramma di Arthur Miller Morte di un commesso viaggiatore, allestimento di cui Salerno cura anche la regia. Dopo la morte, è stato intitolato alla memoria dell'attore un prestigioso premio a sostegno della drammaturgia contemporanea.

### Cinema
Nel cinema esordì in ruoli minori, imponendosi all'attenzione della critica con l'interpretazione del gerarca fascista padre di Jean-Louis Trintignant in Estate violenta (1959) di Valerio Zurlini, e soprattutto con quella di un farmacista reso invalido dalla sifilide in La lunga notte del '43 (1960), esordio registico di Florestano Vancini: da allora alternò ruoli da protagonista: Odissea nuda (1961), e Smog (1962), ambedue di Franco Rossi; L'ombrellone (1965) e Vedo nudo (1969), entrambi di Dino Risi; Le stagioni del nostro amore (1966) e La violenza: quinto potere (1972), entrambi ancora di Vancini; L'estate (1966) di Paolo Spinola; Un prete scomodo (1975) di Pino Tosini, a partecipazioni e ruoli di contorno: La bellezza di Ippolita (1962) di Giancarlo Zagni, Il fornaretto di Venezia (1963) di Duccio Tessari, Io la conoscevo bene (1965) di Antonio Pietrangeli; L'armata Brancaleone (1966) di Mario Monicelli; Nell'anno del Signore (1969) di Luigi Magni, Amori miei (1978) di Steno, rivelando sempre un'assoluta padronanza del personaggio. Negli anni settanta interpretò molti ruoli di commissario di polizia, a partire da L'uccello dalle piume di cristallo (1970) di Dario Argento per poi inserirsi nel filone poliziottesco con l'epocale capostipite La polizia ringrazia (1972) di Stefano Vanzina (meglio conosciuto come Steno). Attore duttile e completo, ha spaziato dalla commedia al dramma sentimentale, dal cinema d'impegno civile ai film di genere, con risultati sempre eccellenti.
Come regista colse un grande successo al primo film, Anonimo veneziano (1970), struggente storia d'amore e morte scritta con Giuseppe Berto, interpretata da Tony Musante e Florinda Bolkan ed accompagnata da una fortunatissima colonna sonora eseguita da Stelvio Cipriani, cui seguirono Cari genitori (1973) ed Eutanasia di un amore (1978), tratto dall'omonimo romanzo di Giorgio Saviane, che collaborò pure alla sceneggiatura. I film di Salerno ebbero in comune il tema melodrammatico del distacco dagli affetti e dalla famiglia, con una sottesa critica ai costumi e ai vincoli della società moderna.

### Doppiaggio
Salerno fu anche un doppiatore di successo: la sua voce dal timbro caldo, modulata dallo studio e dal forte tabacco francese di cui faceva largo uso fu, tra gli altri, di Clint Eastwood nella Trilogia del dollaro di Sergio Leone, del Cristo ne Il Vangelo secondo Matteo di Pier Paolo Pasolini e Il Messia di Roberto Rossellini, Farley Granger in Senso di Luchino Visconti, Laurence Olivier nel Re Lear della BBC. Fu anche Amleto, doppiando il "Re degli attori sovietici", come era chiamato in patria: Innokentij Smoktunovskij: il film, Gamlet, del 1963, diretto da Grigorij Kozincev, si avvalse della traduzione in russo di Boris Pasternak e della colonna sonora composta da Dmitrij Šostakovič. Il timbro nitido e inconfondibile di Salerno si riconosce anche nella voce fuori campo di molti documentari e film d'autore: Guerra e pace di King Vidor, Tom Jones di Tony Richardson, Il tè nel deserto di Bernardo Bertolucci. Diede la voce anche allo scrittore Georges Simenon in un'intervista concessa alla televisione italiana, dalla dimora elvetica del grande romanziere, trasmessa nel 1963.

Enrico Maria Salerno con Enrico Montesano ne Il volpone (1988) di Maurizio Ponzi

### Televisione
Fu molto prolifica e di grande rilievo anche la sua attività televisiva, che incominciò prestissimo: già nel 1954 Salerno prese parte ad alcuni adattamenti di opere teatrali (tra cui Il piacere dell'onestà di Pirandello). In pochi anni fu eccellente protagonista di sceneggiati di successo: Orgoglio e pregiudizio, Umiliati e offesi, Mastro Don Gesualdo e di grandi classici del teatro: Romeo e Giulietta, Le tre sorelle, Macbeth, Antonio e Cleopatra. Giunto al culmine della notorietà, nel 1959 partecipò a un originale televisivo che fece epoca, I figli di Medea: la storia del rapimento di un improbabile figlio di Enrico Maria Salerno e Alida Valli da parte dello stesso attore appassionò l'intero paese rivelando al pubblico italiano l'incredibile potere di persuasione del nuovo mezzo di comunicazione.

Enrico Maria Salerno in una scena di Scuola di ladri - Parte seconda (1987) di Neri Parenti

In seguito ottenne un'enorme popolarità nel biennio 1968-69 come protagonista del telefilm La famiglia Benvenuti: suoi compagni di lavoro erano Valeria Valeri, Gina Sammarco e il piccolo Giusva Fioravanti, che anni dopo avrebbe fondato il gruppo terroristico neofascista NAR. La serie, considerata l'antesignana delle moderne fiction, è il primo sceneggiato scritto appositamente per la televisione, incentrato sulle vicende di una comune famiglia borghese italiana.
Salerno saltuariamente accettò anche di indossare i panni di conduttore: nel 1970 presentò il Festival di Sanremo con Nuccio Costa e Ira von Fürstenberg e nel 1978 gli venne affidata la conduzione del programma televisivo Ieri e oggi.
Nel 1971 affiancò Anna Magnani nell'episodio 1943: Un incontro della miniserie televisiva Tre donne.
Nel 1983 apparve in Legati da tenera amicizia di Alfredo Giannetti. Nel 1988 per la Rai lesse la Divina Commedia di Dante Alighieri (Paradiso) alternandosi con Giorgio Albertazzi (Inferno) e Giancarlo Sbragia (Purgatorio): a tutt'oggi è la prima e unica lettura integrale del grande poema realizzata dalla televisione italiana. La lettura dei tre celebri attori era preceduta da un commento introduttivo dell'insigne dantista Giorgio Petrocchi. Nel 1990 impersonò don Luigi Orione nel film Qualcosa di don Orione, su sceneggiatura di Ermanno Olmi. Nel 1991 tornò a lavorare con Alfredo Giannetti nella miniserie Doris una diva del regime, sulla storia di Doris Duranti, diva dell'epoca fascista.
Prese parte anche agli sketch della rubrica pubblicitaria televisiva Carosello: da 1965 al 1966 pubblicizzò, insieme a Giulio Platone, la benzina e l'olio lubrificante della Total; nel 1969, con Ciccio Barbi, la Pura Lana Vergine per il Segretariato internazionale della Lana e nel 1970 ancora la Pura Lana Vergine, insieme a Lia Tanzi; dal 1974 al 1976 le cucine componibili Salvarani.

### Morte
Salerno è morto il 28 febbraio 1994 al policlinico Agostino Gemelli di Roma, dove era ricoverato da un mese per un tumore ai polmoni, all'età di 67 anni. È sepolto nel cimitero comunale di Castelnuovo di Porto, comune dove visse molti anni della sua vita.

## Vita privata
Enrico Maria aveva tre fratelli: Giovanbattista, detto Titta (artista e professore d'arte), Ferdinando (compositore di musica) e Vittorio (regista). Si è sposato due volte. La prima con Fioretta Pierella, dalla quale ha avuto quattro figli: Giambattista, Eduardo, Petruccio e Nicola. La seconda con l'attrice Laura Andreini, con cui ha vissuto gli ultimi dodici anni della sua vita.
Fuori dal matrimonio ebbe una relazione con l'attrice e doppiatrice Valeria Valeri: ebbe da lei una figlia (che riconobbe e a cui diede il suo cognome), Chiara, anch'ella divenuta attrice e doppiatrice.
Mentre recitava in Viola, violino e viola d’amore, commedia musicale di Garinei e Giovannini del 1967, Enrico Maria Salerno iniziò una relazione con Alice Kessler, una delle gemelle del famoso duo delle Gemelle Kessler, ma dopo quattro anni il rapporto naufragò a causa della persistenza del matrimonio di Salerno.
Alla fine degli anni settanta ebbe inoltre una relazione con l'attrice Veronica Lario, con cui recitò nello spettacolo teatrale Il magnifico cornuto, e che in seguito sarebbe divenuta la seconda moglie di Silvio Berlusconi. Enrico Maria Salerno era agnostico.

## La critica
Secondo Ugo Volli, "Salerno è stato uno degli attori più popolari del teatro italiano, molto amato dal pubblico soprattutto per una capacità di comunicazione semplice e diretta, per un rapporto lineare e privo di ambiguità coi suoi personaggi, per una pratica dell'identificazione coi suoi ruoli che andava al di là della tecnica e delle convenzioni, toccando naturalmente quella zona difficile ma essenziale del mestiere dell'attore in cui il lavoro teatro confina con la psicologia del profondo, con l'indistinzione fra il sé e l'altro... Ma al di là degli aspetti esteriori di una carriera fra le più cospicue del teatro italiano del dopoguerra, al di là di un grande, indubitabile talento, nella memoria degli spettatori resterà il coraggio e la lucidità di un attore straordinariamente capace di scavare in se stesso, di esporsi, di rischiare se stesso sul palcoscenico".
Per Masolino D'Amico "Salerno era un attore sommo che il teatro aveva prestato troppo spesso al cinema e alla tv in virtù della sua fotogenia e della sua versatile bravura, all'origine dell'enorme varietà dei ruoli propostigli... Ma la vera misura di sé Salerno la diede sul teatro, dove solo una certa discontinuità delle sue apparizioni gli impedì di essere acclamato ufficialmente come il massimo attore della sua generazione".
Il regista Florestano Vancini, che diresse in diverse occasioni l'attore milanese, così sintetizzava la sua arte di attore: "I personaggi che gli si affidavano parevano acquistare sempre un altro spessore rispetto all'intuizione iniziale. E ciò accadeva perché Salerno non era l'attore che adattava il personaggio a se stesso rendendosi così sempre riconoscibile, se non prevedibile. La sua straordinaria duttilità gli ha permesso di interpretare fra teatro, cinema e televisione una gamma infinita di personaggi assolutamente diversi l'uno dall'altro. A molti attori, anche grandi, è accaduto di crearsi una specie di modello o cliché e di prestarlo di volta in volta ai vari personaggi interpretati. Credo che Salerno in tutta la sua carriera non abbia mai ripetuto un gesto, un vezzo già utilizzato."
Lo scrittore e regista Michele Perriera, in un suo libro, distingueva la carriera dell'attore in due periodi, privilegiando nettamente il primo: "Non parlo certo del Salerno degli anni settanta e ottanta - quell'attore perduto nel mestiere. Il Salerno che ho amato era quello degli anni cinquanta e sessanta: quel suo sottotono pastoso e assorto, quella voce calda e carezzevole che sembrava tuttavia emergere da un sostrato di tormento, di follia, di ubriachezza dello spirito. Nel suo febbrile e ritroso verismo c'era qualcosa delle vecchie baccanti; qualcosa che faceva avvertire modernamente, ermeticamente le radici dionisiache del teatro".
Per il critico Maurizio Giammusso: "In un tempo in cui la recitazione ancora risentiva gli echi enfatici di vecchi modelli, e la lezione dell'asciuttezza di Eduardo non era ancora così penetrata, Salerno era il rigore, il prosciugarsi, la tecnica del “togliere, togliere, togliere”, la sublimazione del personaggio, la lotta contro ogni concessione. Un attore moderno, più di tutti gli altri".

## Filmografia

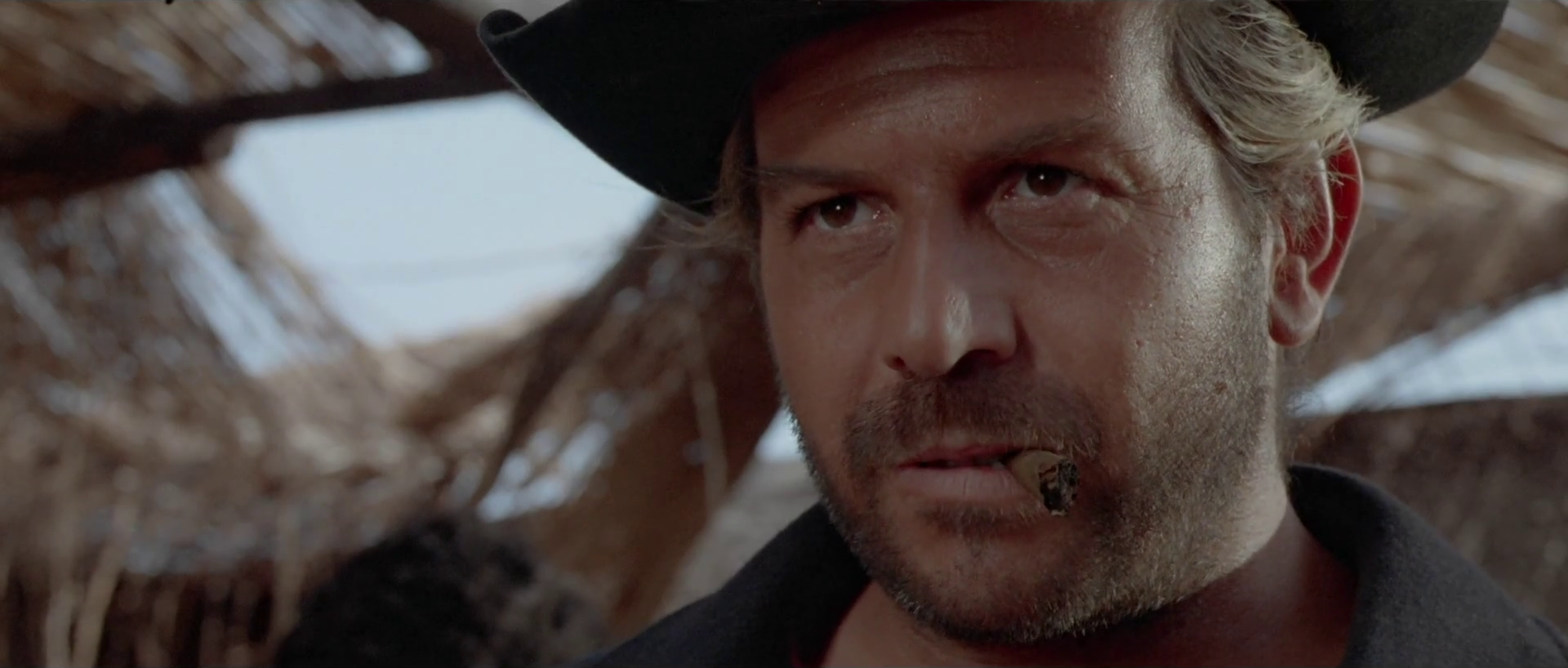
Enrico Maria Salerno in Bandidos (1967)

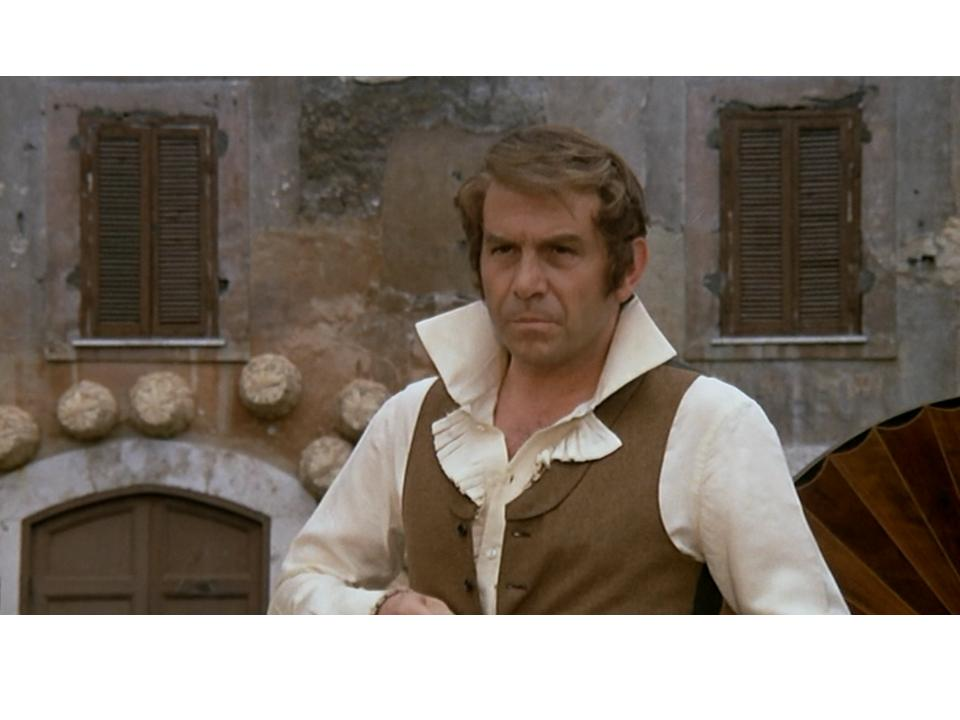
Enrico Maria Salerno in Nell'anno del Signore (1969)

Enrico Maria Salerno in L'uccello dalle piume di cristallo (1970)

### Attore

#### Cinema
- La tratta delle bianche, regia di Luigi Comencini (1952)
- Siluri umani, regia di Antonio Leonviola (1954)
- Estate violenta, regia di Valerio Zurlini (1959)
- La lunga notte del '43, regia di Florestano Vancini (1960)
- Le signore, regia di Turi Vasile (1960)
- Saffo, venere di Lesbo, regia di Pietro Francisci (1960)
- L'assedio di Siracusa, regia di Pietro Francisci (1960)
- La sposa bella (The Angel Wore Red), regia di Nunnally Johnson (1960)
- Era notte a Roma, regia di Roberto Rossellini (1960)
- Odissea nuda, regia di Franco Rossi (1961)
- Ercole alla conquista di Atlantide, regia di Vittorio Cottafavi (1961)
- La bellezza di Ippolita, regia di Giancarlo Zagni (1962)
- L'uomo dalla maschera di ferro, regia di Henri Decoin (1962)
- Una vita violenta, regia di Paolo Heusch e Brunello Rondi (1962)
- Smog, regia di Franco Rossi (1962)
- Le donne, episodio de L'amore difficile, regia di Sergio Sollima (1962)
- Urlo contro melodia nel Cantagiro '63, regia di Arturo Gemmiti (1963)
- Violenza segreta, regia di Giorgio Moser (1963)
- Il fornaretto di Venezia, regia di Duccio Tessari (1963)
- Scappamento aperto (Échappement libre), regia di Jean Becker (1964)
- La parolaccia, episodio de I maniaci, regia di Lucio Fulci (1964)
- La fuga, regia di Paolo Spinola (1964)
- La moglie bambina, episodio di 3 notti d'amore, regia di Franco Rossi (1964)
- Pochi ma buoni, episodio di Queste pazze, pazze donne, regia di Marino Girolami (1964)
- La costanza della ragione, regia di Pasquale Festa Campanile (1964)
- Lo scippo, regia di Nando Cicero (1965)
- L'ombrellone, regia di Dino Risi (1965)
- I soldi, regia di Gianni Puccini e Giorgio Cavedon (1965)
- La bugiarda, regia di Luigi Comencini (1965)
- Su e giù, regia di Mino Guerrini (1965)
- Casanova '70, regia di Mario Monicelli (1965)
- Io la conoscevo bene, regia di Antonio Pietrangeli (1965)
- Le stagioni del nostro amore, regia di Florestano Vancini (1966)
- L'estate, regia di Paolo Spinola (1966)
- Fata Sabina, episodio di Le fate, regia di Luciano Salce (1966)
- Il grande colpo dei 7 uomini d'oro, regia di Marco Vicario (1966)
- L'armata Brancaleone, regia di Mario Monicelli (1966)
- 3 pistole contro Cesare, regia di Enzo Peri (1967)
- La notte pazza del conigliaccio, regia di Alfredo Angeli (1967)
- L'età della pietra, episodio di L'amore attraverso i secoli (Le plus vieux métier du monde), regia di Franco Indovina (1967)
- Bandidos, regia di Massimo Dallamano (1967)
- Sentenza di morte, regia di Mario Lanfranchi (1968)
- Un treno per Durango, regia di Mario Caiano (1968)
- Candy e il suo pazzo mondo, regia di Christian Marquand (1968)
- La battaglia di El Alamein, regia di Giorgio Ferroni (1969)
- Vedo nudo, regia di Dino Risi (1969)
- Nell'anno del Signore, regia di Luigi Magni (1969)
- L'uccello dalle piume di cristallo, regia di Dario Argento (1970)
- Quell'amore particolare, regia di Carlo Martinelli (1970)
- Contestazione generale, regia di Luigi Zampa (1970)
- Ciao Gulliver, regia di Carlo Tuzii (1970)
- Il prete sposato, regia di Marco Vicario (1970)
- A cuore freddo, regia di Riccardo Ghione (1971)
- Noi donne siamo fatte così, regia di Dino Risi (1971)
- La polizia ringrazia, regia di Stefano Vanzina (1972)
- La violenza: quinto potere, regia di Florestano Vancini (1972)
- Contratto carnale, regia di Giorgio Bontempi (1973)
- Ingrid sulla strada, regia di Brunello Rondi (1973)
- La polizia è al servizio del cittadino?, regia di Romolo Guerrieri (1973)
- La notte dell'ultimo giorno, regia di Adimaro Sala (1973)
- No. Il caso è felicemente risolto, regia di Vittorio Salerno (1973)
- La polizia sta a guardare, regia di Roberto Infascelli (1973)
- Bisturi - La mafia bianca, regia di Luigi Zampa (1973)
- Verginità, regia di Marcello Andrei (1974)
- Un uomo, una città, regia di Romolo Guerrieri (1974)
- Il corpo, regia di Luigi Scattini (1974)
- Hold-Up - Istantanea di una rapina, regia di German Lorente (1974)
- La città gioca d'azzardo, regia di Sergio Martino (1974)
- L'ultimo treno della notte, regia di Aldo Lado (1975)
- ...a tutte le auto della polizia..., regia di Mario Caiano (1975)
- Fango bollente, regia di Vittorio Salerno (1975)
- La polizia interviene: ordine di uccidere!, regia di Giuseppe Rosati (1975)
- Un prete scomodo, regia di Pino Tosini (1975)
- Brogliaccio d'amore, regia di Decio Silla (1976)
- Bestialità, regia di Peter Skerl (1976)
- Una vita venduta, regia di Aldo Florio (1976)
- Che notte quella notte!, regia di Ghigo De Chiara (1977)
- Una donna di seconda mano, regia di Pino Tosini (1977)
- Amori miei, regia di Steno (1978)
- Tesoromio, regia di Giulio Paradisi (1979)
- Il corpo della ragassa, regia di Pasquale Festa Campanile (1979)
- Cocco mio (Gros câlin), regia di Jean Pierre Rawson (1979)
- Il carabiniere, regia di Silvio Amadio (1981)
- L'ultima volta insieme, regia di Ninì Grassia (1981)
- Sballato, gasato, completamente fuso, regia di Steno (1982)
- Legati da tenera amicizia, regia di Alfredo Giannetti (1983)
- Scuola di ladri, regia di Neri Parenti (1986)
- Scuola di ladri - Parte seconda, regia di Neri Parenti (1987)
- Il volpone, regia di Maurizio Ponzi (1988)

#### Televisione
- Il piacere dell'onesta di Luigi Pirandello, regia di Franco Enriquez (1954)
- Paquebot Tenacity di Charles Vildrac, regia di Alessandro Brissoni, trasmessa il 4 luglio 1954.
- Il tempo e la famiglia Conway di John Boynton Prestley, regia di Mario Landi (1954)
- Rinaldo e Armidia di Jean Cocteau, regia di Alessandro Brissoni (1955)
- Catene di Allan Langdon Martin, regia di Anton Giulio Majano (1955)
- L'eroe di George Bernard Shaw, regia di Ferruccio Cerio (1955)
- Orgoglio e pregiudizio, regia di Daniele D'Anza – miniserie TV (1957)
- Ifigenia in Tauride di Euripide, regia di Orazio Costa e Mario Ferrero (1957)
- Umiliati e offesi, regia di Vittorio Cottafavi – sceneggiato TV (1958)
- La spada di Damocle, regia di Vittorio Cottafavi (1958)
- Antigone, regia di Vittorio Cottafavi – film TV (1958)
- L'amore deve nascere, regia di Mario Landi (1958)
- Processo di famiglia, regia di Vittorio Cottafavi (1959)
- Romeo e Giulietta, regia di Franco Enriquez (1959)
- Il poverello, regia di Claudio Fino (1959)
- Difensore d'ufficio, regia di Anton Giulio Majano (1959)
- Le tre sorelle, regia di Claudio Fino – film TV (1959)
- Sigfrido, regia di Guglielmo Morandi (1959)
- I figli di Medea, regia di Anton Giulio Majano (1959)
- Macbeth, regia di Alessandro Brissoni (1960)
- Il giglio di quell'amore - Rievocazione della resistenza di Alfonso Gatto e Vittorio Cottafavi (1964)
- Mastro Don Gesualdo, regia di Giacomo Vaccari – miniserie TV (1964)
- Così è (se vi pare), regia di Vittorio Cottafavi (1964)
- Antonio e Cleopatra, regia di Vittorio Cottafavi – sceneggiato TV (1965)
- Il pensiero, regia di Italo Alfaro (1966)
- Il caso Evans: ipotesi di un delitto, regia di Marco Leto (1967)
- Le troiane, regia di Vittorio Cottafavi – film TV (1967)
- Gli ultimi cinque minuti, di Aldo De Benedetti, regia di Carlo Lodovici (1968)
- La famiglia Benvenuti, regia di Alfredo Giannetti (1968-69)
- Tre donne: 1943: Un incontro, regia di Alfredo Giannetti – miniserie TV (1971)
- Salvo D'Acquisto, regia di Romolo Guerrieri – film TV (1974)
- Sotto il placido Don, regia di Vittorio Cottafavi (1974)
- Quasi quasi mi sposo, regia di Vittorio Sindoni – film TV (1982)
- All'ombra della grande quercia, regia di Alfredo Giannetti (1984)
- I padroni dell'estate, regia di Marco Parodi – film TV (1987)
- Guerra di spie, regia di Duccio Tessari (1988)
- Disperatamente Giulia, regia di Enrico Maria Salerno – miniserie TV (1989)
- Qualcosa di Don Orione, regia di Marcello Siena (1990)
- Doris una diva del regime, regia di Alfredo Giannetti (1991)
- Piazza di Spagna, regia di Florestano Vancini – miniserie TV (1992)

### Regista
- Anonimo veneziano (1970)
- Cari genitori (1973)
- Eutanasia di un amore (1978)
- Disperatamente Giulia – miniserie TV (1989)
- Il barone, regia del 2º episodio – miniserie TV (1995) - postumo

## Teatro
- Occupati d'Amelia di Georges Feydeau, regia di Sergio Tofano (1949)
- Il poverello di Jacques Copeau, regia di Orazio Costa (1950)
- La morte di Danton di Georg Büchner, regia di Giorgio Strehler (1950)
- L'amore dei quattro colonnelli di Peter Ustinov, regia di Mario Ferrero (1951)
- Vento notturno di Ugo Betti, regia di Orazio Costa (1952)
- Agamennone di Vittorio Alfieri, regia di Orazio Costa (1952)
- Agamennone di Eschilo, regia di Orazio Costa (1952)
- Non c'è pace per l'antico fauno di Carlo Terron, regia di Daniele D'Anza (1952)
- Un uomo da nulla di Luigi Candoni, regia di Gianfranco De Bosio (1953)
- Sogno di una notte di mezza estate di William Shakespeare, regia di Alessandro Brissoni (1953)
- I fratelli Karamazov di Fëdor Dostoevskij, regia di André Barsacq (1953)
- L'allodola di Jean Anouilh, regia di Mario Ferrero (1953)
- Processo di famiglia di Diego Fabbri, regia di Alessandro Brissoni (1953)
- Tartufo di Molière, regia di Gianni Santuccio (1954)
- Saul di Vittorio Alfieri, regia di Franco Enriquez (1954)
- L'alba, il giorno e la notte di Dario Niccodemi, regia di Luigi Cimara (1954)
- Molto rumore per nulla di William Shakespeare, regia di Alessandro Brissoni (1954)
- Spettri di Henrik Ibsen, regia di Enrico Maria Salerno (1954)
- Il Cid di Pierre Corneille, regia di Lucio Chiavarelli (1955)
- Rinaldo e Armida di Jean Cocteau, regia di Alessandro Brissoni (1955)
- I mariti di Achille Torelli, regia di Mario Ferrero (1955)
- Anfitrione di Tito Maccio Plauto, regia di Edmo Fenoglio (1955)
- Ondina di Jean Giraudoux, regia di Mario Ferrero (1956)
- Ivanov di Anton Čechov, regia di Mario Ferrero (1956)
- Oreste di Vittorio Alfieri, regia di Enrico Maria Salerno (1956)
- La bisbetica domata di William Shakespeare, regia di Franco Enriquez (1956)
- Liolà di Luigi Pirandello, regia di Alessandro Fersen (1956)
- I demoni di Diego Fabbri da Fëdor Dostoevskij, regia di Luigi Squarzina (1957)
- Misura per misura di William Shakespeare, regia di Luigi Squarzina (1957)
- La gibigianna di Carlo Bertolazzi, regia di Enrico Maria Salerno (1957)
- Ifigenia in Tauride di Euripide, regia di Orazio Costa e Mario Ferrero (1957)
- La conchiglia all'orecchio di Valentino Bompiani, regia di Valentino Bompiani (1958)
- L'assedio di Brunello Rondi, regia di Orazio Costa (1959)
- Sacco e Vanzetti di Mino Roli e Luciano Vincenzoni, regia di Giancarlo Sbragia (1960)
- Il capitano d'industria di Brunello Rondi, regia di Enrico Maria Salerno (1961)
- Chi ha paura di Virginia Woolf? di Edward Albee, regia di Franco Zeffirelli (1963)
- Manfred di Byron, regia di Mauro Bolognini (1966)
- Viola, violino viola d'amore di Pietro Garinei, Sandro Giovannini e Luigi Magni, regia di Garinei e Giovannini (1967)
- Le rose del lago di Franco Brusati, regia di Franco Brusati (1974)
- Fra un anno alla stessa ora di Bernard Slade, regia di Garinei e Giovannini (1976)
- Il magnifico cornuto di Fernand Crommelynck, regia di Enrico Maria Salerno (1979)
- Io, l'erede di Eduardo De Filippo, regia di Enrico Maria Salerno (1980)
- Questi fantasmi di Eduardo De Filippo, regia di Enrico Maria Salerno (1981)
- Tabù di Nicola Manzari, regia di Enrico Maria Salerno (1982)
- Harvey di Mary Chase, regia di Enrico Maria Salerno (1984)
- Otello di William Shakespeare, regia di Giancarlo Sbragia (1985)
- Knock o Il trionfo della medicina di Jules Romains, regia di Enrico Maria Salerno (1986)
- Il pensiero di Leonid Nikolaevič Andreev, regia di Enrico Maria Salerno (1989)
- Sei personaggi in cerca d'autore di Luigi Pirandello, regia di Franco Zeffirelli (1991)
- Morte di un commesso viaggiatore di Arthur Miller, regia di Enrico Maria Salerno (1993)

## Radio

### Prosa radiofonica Rai
- Un gioco di società di Laszlo Fodor, regia di Pietro Masserano Taricco trasmessa il 20 agosto 1951.
- Processo all'autore, fantasia radiofonica di Beppe Costa, regia di Alberto Casella, trasmessa il 5 ottobre 1951.
- Il vecchio saggio e la fanciulla abbastanza, radiodramma di Stefano Strucchi, regia di Guglielmo Morandi, trasmessa il 6 ottobre 1951.
- Il piccolo principe di Antoine de Saint-Exupéry, regia di Alberto Casella, trasmesso il 20 ottobre 1951.
- Processo per nessuno di Alfio Valdarnini, regia di Pietro Masserano Taricco, trasmesso il 15 dicembre 1951.
- La parte buia della luna di Paolo Levi, regia di Anton Giulio Majano, trasmessa il 9 settembre 1953.
- Il Tartufo di Molière, regia di Gianni Santuccio, trasmesso il 5 agosto 1956.
- Perduto nelle stelle di Maxwell Anderson e Kurt Weill, trasmessa il 4 dicembre 1957.
- Processo di famiglia, commedia di Diego Fabbri, regia di Alessandro Brissoni, trasmessa il 10 gennaio 1958.
- Capitan Veleno di Edmondo Cotignoli, regia Alessandro Brissoni, trasmesso il 15 aprile 1959.
- L'allodola di Jean Anouilh, regia di Mario Ferrero, trasmesso il 22 luglio 1959.

## Doppiaggio
- Alain Cuny in La corruzione
- Clint Eastwood in Per un pugno di dollari, Il buono, il brutto, il cattivo, Per qualche dollaro in più, Impiccalo più in alto
- Laurence Olivier in Re Lear
- Paul Scofield in Amleto
- Gig Young in La segretaria quasi privata
- Vittorio Gassman in La donna più bella del mondo
- Richard Emory in Cantando sotto la pioggia
- Jeffrey Hunter in La strada dell'oro
- Farley Granger in Senso
- Innokentij Smoktunovskij in Amleto
- Enrique Irazoqui in Il Vangelo secondo Matteo
- Laurent Terzieff in Medea
- William Devane in La mortadella
- Pier Maria Rossi in Il Messia
- Antonio Cifariello in L'amore in città
- Richard Basehart in Il bidone
- Franco Nero in Texas addio
- Peter Sellers in Il ruggito del topo
- Jack Kelly in All'inferno e ritorno
- Georges Marchal in Costa Azzurra
- Roland Alexandre in Casa Ricordi
- Voce narrante in Guerra e pace, Tom Jones, Il tè nel deserto

## Riconoscimenti
- David di Donatello
  - 1971 – David speciale per l'esordio alla regia per Anonimo veneziano

- Nastro d'argento
  - 1961 – Migliore attore non protagonista per La lunga notte del '43

- Grolla d'oro
  - 1966 – Migliore attore protagonista per Le stagioni del nostro amore

- Premio Flaiano
  - 1990 – Miglior autore televisivo per Disperatamente Giulia

- Premio San Genesio
  - 1961 – Migliore attore teatrale dell'anno per Sacco e Vanzetti
  - 1964 – Migliore attore teatrale dell'anno per Chi ha paura di Virginia Woolf?

## Doppiatori italiani
Anche Enrico Maria Salerno è stato doppiato in alcuni film. Di seguito i doppiatori che gli hanno prestato la voce:
- Giuseppe Rinaldi in La tratta delle bianche, Era notte a Roma, La notte dell'ultimo giorno
- Giulio Panicali in Siluri umani
- Renato Izzo in Ercole alla conquista di Atlantide
- Antonio Guidi in Vedo nudo
- Antonio Casagrande in No. Il caso è felicemente risolto